# Lista över tränare som vunnit titlar i Europeiska cupvinnarcupen i fotboll

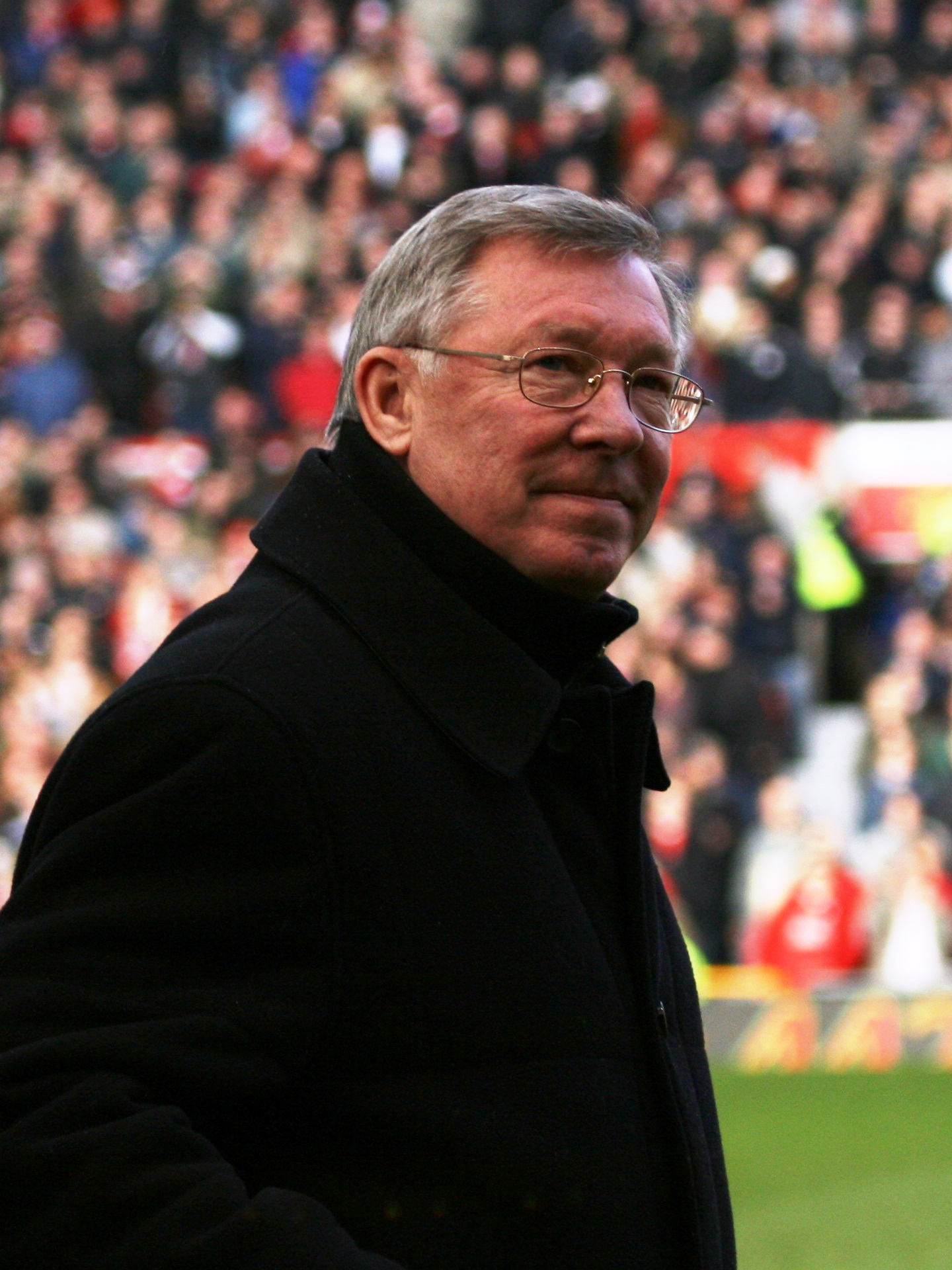
Alex Ferguson är en av de fyra tränare som vunnit cupen flest gånger; han vann cupen både säsongerna 1983 och 1991.

Det här är en lista över tränare som vunnit titlar i Cupvinnarcupen. Cupvinnarcupen  var en cup där vinnarna av de nationella cuperna (såsom Svenska cupen, FA-cupen, Copa del Rey och andra liknande cuper) deltog. Ungerska tränaren Nándor Hidegkuti ledde den italienska klubben Fiorentina till vinst i den första upplagan av cupen, 1960/1961. Som en del av Uefas omorganisering av sitt cupsystem lades cupen ned efter säsongen 1999; den svenske tränaren Sven-Göran Eriksson ledde italienska SS Lazio till vinst i den sista upplagan i cupen över spanska RCD Mallorca.
Fyra tränare har vunnit cuper två gånger: Johan Cruijff, Valeri Lobanovsky, Nereo Rocco och senast Alex Ferguson, som vann cupen 1983 med skotska Aberdeen och 1991 med engelska Manchester United. 

## Efter år

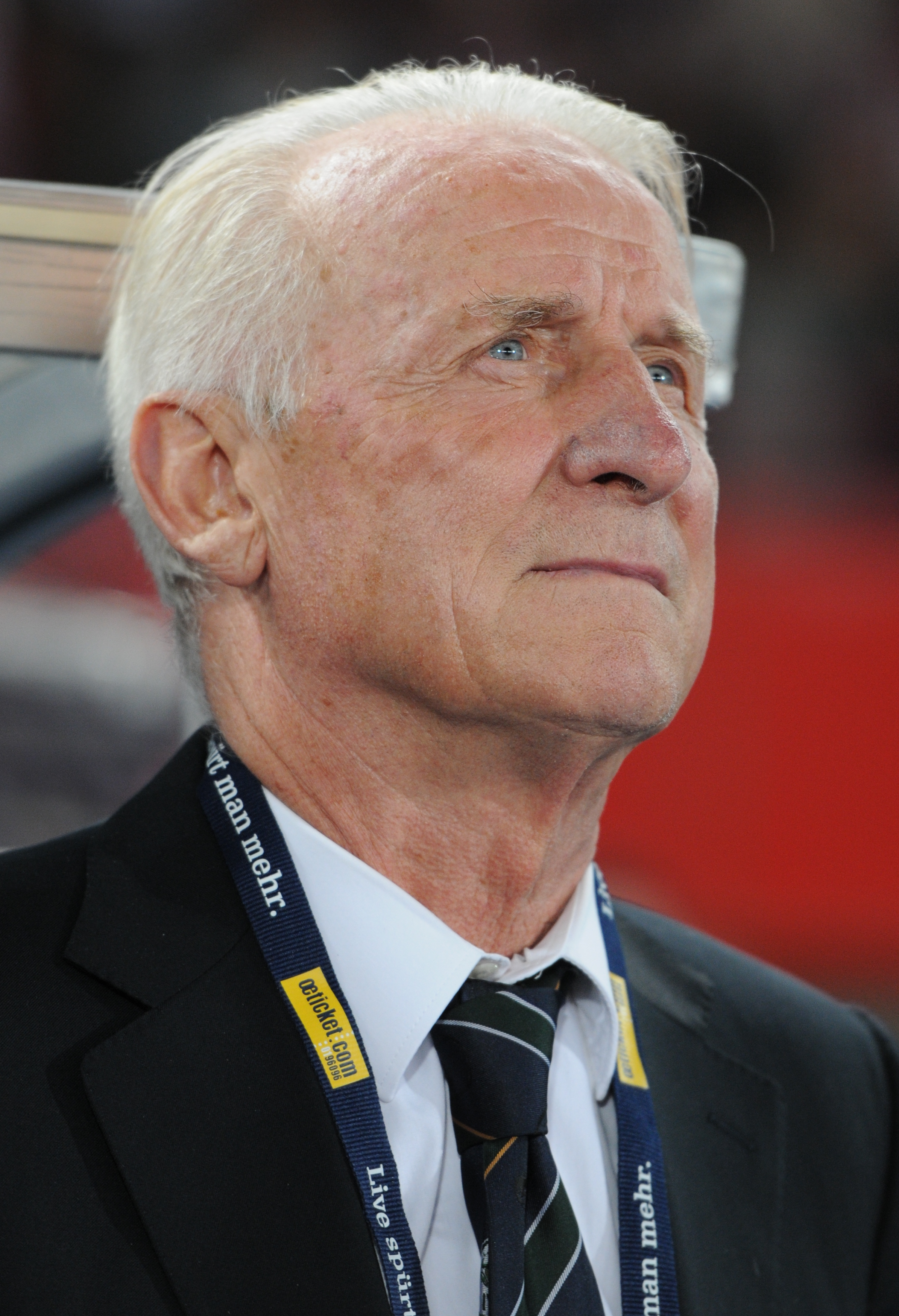
Giovanni Trapattoni vann cupen säsongen 1984.

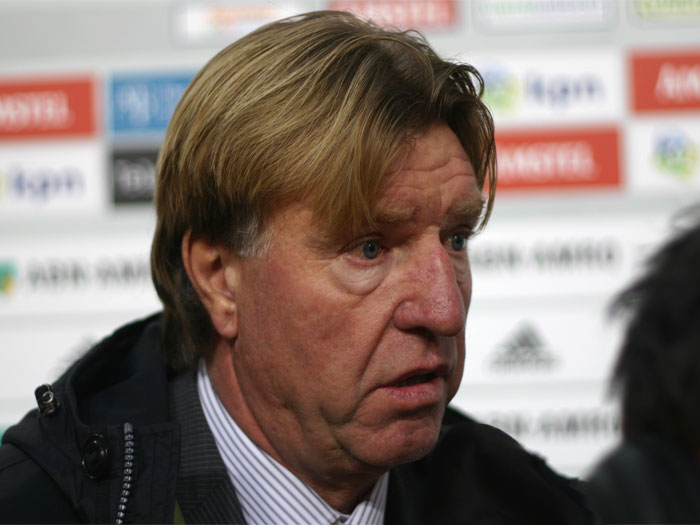
Aad de Mos vann cupen säsongen 1988.

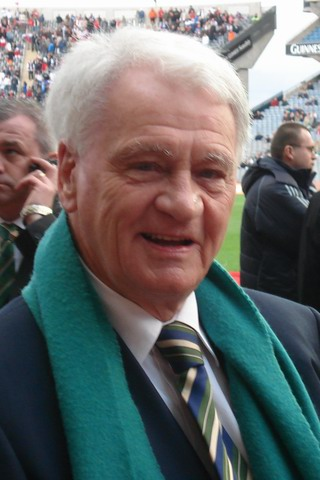
Bobby Robson vann cupen säsongen 1997.

| År   |     | Tränare             |     | Klubb               | Ref.   |
| ---- | --- | ------------------- | --- | ------------------- | ------ |
| 1961 | HUN | Nándor Hidegkuti    | ITA | Fiorentina          | [ 2 ]  |
| 1962 | ESP | José Villalonga     | ESP | Atlético Madrid     | [ 3 ]  |
| 1963 | ENG | Bill Nicholson      | ENG | Tottenham Hotspur   | [ 4 ]  |
| 1964 | POR | Anselmo Fernandez   | POR | Sporting CP         | [ 5 ]  |
| 1965 | ENG | Ron Greenwood       | ENG | West Ham United     | [ 6 ]  |
| 1966 | FRG | Willi Multhaup      | FRG | Borussia Dortmund   | [ 7 ]  |
| 1967 | YUG | Zlatko Čajkovski    | FRG | Bayern München      | [ 8 ]  |
| 1968 | ITA | Nereo Rocco         | ITA | Milan               | [ 9 ]  |
| 1969 | TCH | Michal Vičan        | TCH | Slovan Bratislava   | [ 10 ] |
| 1970 | ENG | Joe Mercer          | ENG | Manchester City     | [ 11 ] |
| 1971 | ENG | Dave Sexton         | ENG | Chelsea             | [ 12 ] |
| 1972 | SCO | William Waddell     | SCO | Rangers             | [ 13 ] |
| 1973 | ITA | Nereo Rocco         | ITA | Milan               | [ 14 ] |
| 1974 | GDR | Heinz Krügel        | GDR | Magdeburg           | [ 15 ] |
| 1975 | URS | Valeri Lobanovsky   | URS | Dynamo Kiev         | [ 16 ] |
| 1976 | NED | Hans Croon          | BEL | Anderlecht          | [ 17 ] |
| 1977 | FRG | Kuno Klötzer        | FRG | Hamburg             | [ 18 ] |
| 1978 | BEL | Raymond Goethals    | BEL | Anderlecht          | [ 19 ] |
| 1979 | ESP | Joaquim Rifé        | ESP | FC Barcelona        | [ 20 ] |
| 1980 | ARG | Alfredo di Stéfano  | ESP | Valencia            | [ 21 ] |
| 1981 | URS | Nodar Akhalkatsi    | URS | Dinamo Tbilisi      | [ 22 ] |
| 1982 | FRG | Udo Lattek          | ESP | FC Barcelona        | [ 23 ] |
| 1983 | SCO | Alex Ferguson       | SCO | Aberdeen            | [ 24 ] |
| 1984 | ITA | Giovanni Trapattoni | ITA | Juventus            | [ 25 ] |
| 1985 | ENG | Howard Kendall      | ENG | Everton             | [ 26 ] |
| 1986 | URS | Valeri Lobanovsky   | URS | Dynamo Kiev         | [ 27 ] |
| 1987 | NED | Johan Cruijff       | NED | Ajax                | [ 28 ] |
| 1988 | NED | Aad de Mos          | BEL | Mechelen            | [ 29 ] |
| 1989 | NED | Johan Cruijff       | ESP | FC Barcelona        | [ 28 ] |
| 1990 | YUG | Vujadin Boškov      | ITA | Sampdoria           | [ 30 ] |
| 1991 | SCO | Alex Ferguson       | ENG | Manchester United   | [ 31 ] |
| 1992 | GER | Otto Rehhagel       | GER | Werder Bremen       | [ 32 ] |
| 1993 | ITA | Nevio Scala         | ITA | Parma               | [ 33 ] |
| 1994 | SCO | George Graham       | ENG | Arsenal             | [ 34 ] |
| 1995 | ESP | Víctor Fernández    | ESP | Real Zaragoza       | [ 35 ] |
| 1996 | FRA | Luis Fernández      | FRA | Paris Saint-Germain | [ 36 ] |
| 1997 | ENG | Bobby Robson        | ESP | FC Barcelona        | [ 37 ] |
| 1998 | ITA | Gianluca Vialli     | ENG | Chelsea             | [ 38 ] |
| 1999 | SWE | Sven-Göran Eriksson | ITA | Lazio               | [ 39 ] |

## Efter land
Den här tabellen listar totala antalet vinster vunna av tränare från varje land.
| Nationalitet          | Antal vinster |
| --------------------- | ------------- |
| England               | 6             |
| Italien               | 5             |
| Tyskland/Västtyskland | 4             |
| Skottland             | 4             |
| Nederländerna         | 4             |
| Spanien               | 3             |
| Sovjetunionen         | 3             |
| Jugoslavien           | 2             |
| Argentina             | 1             |
| Belgien               | 1             |
| Tjeckoslovakien       | 1             |
| Frankrike             | 1             |
| Östtyskland           | 1             |
| Ungern                | 1             |
| Portugal              | 1             |
| Sverige               | 1             |

### Allmänna noter
- ”European Cups - Performances by Coach”. Rec.Sport.Soccer Statistics Foundation. rsssf.com. 6 februari 2008. http://www.rsssf.com/players/ec-coach.html. Läst 11 mars 2008.
- ”European Cup Winners' Cup”. Rec.Sport.Soccer Statistics Foundation. rsssf.com. 26 januari 2000. http://www.rsssf.com/tablese/ec2.html. Läst 11 mars 2008.

### Specifika noter
1. ↑  ”Competition format”. UEFA. 13 juli 2005. Arkiverad från originalet den 19 februari 2008. https://web.archive.org/web/20080219221305/http://www.uefa.com/competitions/ecwc/format/index.html. Läst 8 april 2013.
2. ↑  ”1960/61: Fiorentina hold off valiant Rangers”. Arkiverad från originalet den 22 december 2010. https://web.archive.org/web/20101222144652/http://en.archive.uefa.com/competitions/ecwc/history/season%3D1960/intro.html. Läst 2 april 2013.
3. ↑  ”1961/62: Atlético break Fiorentina's grip”. UEFA. 17 augusti 2001. Arkiverad från originalet den 4 september 2015. https://web.archive.org/web/20150904090138/http://en.archive.uefa.com/competitions/ecwc/history/season%3D1961/intro.html. Läst 2 april 2013.
4. ↑  ”Tottenham legend Nicholson dies”. BBC Sport. 23 oktober 2004. http://news.bbc.co.uk/sport1/hi/football/teams/t/tottenham_hotspur/3757030.stm. Läst 12 mars 2008.
5. ↑  ”1963/64: Sporting at the second attempt”. UEFA. 17 augusti 2001. Arkiverad från originalet den 19 maj 2008. https://web.archive.org/web/20080519112850/http://www.uefa.com/competitions/ecwc/news/kind%3D8192/newsid%3D3569.html. Läst 4 mars 2008.
6. ↑  ”Ex-England manager Greenwood dies”. BBC Sport. 9 februari 2006. http://news.bbc.co.uk/sport1/hi/football/4697120.stm. Läst 12 mars 2008.
7. ↑  ”1965/66: Stan the man for Dortmund”. UEFA. Arkiverad från originalet den 10 maj 2014. https://web.archive.org/web/20140510160346/http://en.archive.uefa.com/competitions/ecwc/history/season%3D1965/intro.html. Läst 27 mars 2013.
8. ↑  ”1966/67: Bayern exploit home advantage”. UEFA. Arkiverad från originalet den 30 juni 2010. https://web.archive.org/web/20100630104154/http://en.archive.uefa.com/competitions/ecwc/history/season%3D1966/intro.html. Läst 27 mars 2013.
9. ↑  ”History: 1960/1970”. A.C. Milan. Arkiverad från originalet den 10 februari 2008. https://web.archive.org/web/20080210045250/http://www.acmilan.com/InfoPage.aspx?id=38753. Läst 12 mars 2008.
10. ↑  ”1968/69: Slovan shine despite political clouds”. UEFA. Arkiverad från originalet den 25 december 2010. https://web.archive.org/web/20101225035307/http://en.archive.uefa.com/competitions/ecwc/history/season%3D1968/intro.html. Läst 27 mars 2013.
11. ↑  ”1969/70: City prove slick in the rain”. UEFA. Arkiverad från originalet den 3 maj 2010. https://web.archive.org/web/20100503063418/http://en.archive.uefa.com/competitions/ecwc/history/season%3D1969/intro.html. Läst 27 mars 2013.
12. ↑  ”Manager Profile - Dave Sexton”. League Managers Association. Arkiverad från originalet den 30 juni 2012. https://archive.is/20120630150838/http://www.leaguemanagers.com/manager/history-1065.html. Läst 12 mars 2008.
13. ↑  ”Rangers triumph in Europe 1972”. BBC. http://www.bbc.co.uk/scotland/sportscotland/asportingnation/article/0047/print.shtml. Läst 12 mars 2008.
14. ↑  ”1972/73: Milan's case for the defence”. UEFA. Arkiverad från originalet den 3 maj 2010. https://web.archive.org/web/20100503061947/http://en.archive.uefa.com/competitions/ecwc/history/season%3D1972/intro.html. Läst 27 mars 2013.
15. ↑  ”Heinz Krügel” (på tyska). FC Hansa Rostock. Arkiverad från originalet den 17 maj 2011. https://web.archive.org/web/20110517030939/http://www.fc-hansa.de/index.php?id=179. Läst 12 mars 2008.
16. ↑  ”1974/75: Dynamo burst on to the scene”. UEFA. Arkiverad från originalet den 3 maj 2010. https://web.archive.org/web/20100503064807/http://en.archive.uefa.com/competitions/ecwc/history/season%3D1974/intro.html. Läst 27 mars 2013.
17. ↑  ”1975/76: Anderlecht win six-goal thriller”. UEFA. Arkiverad från originalet den 24 oktober 2010. https://web.archive.org/web/20101024225144/http://en.archive.uefa.com/competitions/ecwc/history/season%3D1975/intro.html. Läst 27 mars 2013.
18. ↑  ”Kuno Klötzer”. www.fussballdatumn.de. http://www.fussballdaten.de/spieler/kloetzerkuno/1982/. Läst 8 april 2013.
19. ↑  ”Ex-Marseille coach Goethals dies”. BBC Sport. 6 december 2004. http://news.bbc.co.uk/sport1/hi/football/europe/4073899.stm. Läst 12 mars 2008.
20. ↑  ”1978/79: Barcelona win seven-goal thriller”. UEFA. Arkiverad från originalet den 3 maj 2010. https://web.archive.org/web/20100503064818/http://en.archive.uefa.com/competitions/ecwc/history/season%3D1978/intro.html. Läst 27 mars 2013.
21. ↑  ”Di Stefano in serious condition”. BBC Sport. 25 december 2005. http://news.bbc.co.uk/sport1/hi/football/europe/4557800.stm. Läst 12 mars 2008.
22. ↑  ”1980/81: Georgian joy for Tbilisi”. UEFA. Arkiverad från originalet den 24 oktober 2010. https://web.archive.org/web/20101024005216/http://en.archive.uefa.com/competitions/ecwc/history/season%3D1980/intro.html. Läst 27 mars 2013.
23. ↑  ”1981/82: Home sweet home for Barcelona”. UEFA. 17 augusti 2001. Arkiverad från originalet den 3 maj 2010. https://web.archive.org/web/20100503061957/http://en.archive.uefa.com/competitions/ecwc/history/season%3D1981/intro.html. Läst 2 april 2013.
24. ↑  ”The managerial greats”. BBC Sport. 27 februari 2002. http://news.bbc.co.uk/sport1/hi/football/1843852.stm. Läst 12 mars 2008.
25. ↑  ”Giovanni Trapattoni Factfile”. The Scotsman. 14 februari 2008. Arkiverad från originalet den 21 mars 2008. https://web.archive.org/web/20080321001811/http://sport.scotsman.com/international/Giovanni-Trapattoni-Factfile.3776129.jp. Läst 12 mars 2008.
26. ↑  ”European Cup Winners' Cup 1985”. Everton FC. Arkiverad från originalet den 18 juni 2009. https://web.archive.org/web/20090618054531/http://www.evertonfc.com/history/european-cup-winners-cup-1985.html. Läst 12 mars 2008.
27. ↑  Brian Glanville (15 maj 2002). ”Valeri Lobanovsky”. The Guardian. http://www.guardian.co.uk/news/2002/may/15/guardianobituaries.brianglanville. Läst 12 mars 2008.
28. 1 2  Lowe, Felix (21 februari 2008). ”Johan Cruyff returns as Ajax mulls delisting” (på engelska). The Daily Telegraph. Läst 12 mars 2008.
29. ↑  ”1987/88: Unsung Mechelen draw Ajax's sting”. UEFA. 17 augusti 2001. Arkiverad från originalet den 3 maj 2010. https://web.archive.org/web/20100503063438/http://en.archive.uefa.com/competitions/ecwc/history/season%3D1987/intro.html. Läst 2 april 2013.
30. ↑  ”Age records of EC winning players”. Rec.Sport.Soccer Statistics Foundation. rsssf.com. 6 mars 2003. Arkiverad från originalet den 3 mars 2008. https://web.archive.org/web/20080303075951/http://www.rsssf.com/miscellaneous/ecagerecords.html. Läst 12 mars 2008.
31. ↑  ”Ferguson signs new deal”. BBC Sport. 27 februari 2002. http://news.bbc.co.uk/sport1/hi/football/teams/m/man_utd/1843622.stm. Läst 12 mars 2008.
32. ↑  ”1991/92: Bremen shine in Stadium of Light”. UEFA. Arkiverad från originalet den 3 maj 2010. https://web.archive.org/web/20100503064833/http://en.archive.uefa.com/competitions/ecwc/history/season%3D1991/intro.html. Läst 2 april 2013.
33. ↑  ”1997, August 1, Friday - sports” (på engelska). Turkish Daily News. 1 augusti 1997. Läst 12 mars 2008.
34. ↑  ”George Graham: Football's comeback king”. BBC Sport. 24 september 1998. http://news.bbc.co.uk/1/hi/sport/football/fa_carling_premiership/179359.stm. Läst 12 mars 2008.
35. ↑  ”Garitano succeeds Fernandez at Zaragoza”. ESPN. 14 januari 2008. Arkiverad från originalet den 25 maj 2011. https://web.archive.org/web/20110525172708/http://soccernet.espn.go.com/news/story?id=498355. Läst 12 mars 2008.
36. ↑  ”Fernandez back at PSG”. BBC Sport. 3 december 2000. http://news.bbc.co.uk/sport1/hi/football/europe/1052994.stm. Läst 12 mars 2008.
37. ↑  ”Managers - Sir Bobby Robson (1999-2004)”. Newcastle United FC. Arkiverad från originalet den 24 februari 2008. https://web.archive.org/web/20080224122604/http://www.nufc.premiumtv.co.uk/page/ManagersDetail/0%2C%2C10278~560999%2C00.html. Läst 12 mars 2008.
38. ↑  ”Vialli named new Watford boss”. BBC Sport. 2 maj 2001. http://news.bbc.co.uk/sport1/hi/football/teams/w/watford/1306604.stm. Läst 12 mars 2008.
39. ↑  ”1998/99: Lazio leave it late”. UEFA. Arkiverad från originalet den 3 maj 2010. https://web.archive.org/web/20100503062023/http://en.archive.uefa.com/competitions/ecwc/history/season%3D1998/intro.html. Läst 2 april 2013.